# Élections législatives islandaises de 1953
Les élections législatives islandaises de 1953 ont lieu le 28 juin 1953.
Ólafur Thors devient Premier ministre d'Islande. Sa majorité se compose du Parti de l'indépendance et du Parti du progrès.

## Résultats
| Partis                   | Partis                                            | Voix   | %     | +/−  | Sièges par chambre | Sièges par chambre | Sièges par chambre | Sièges par chambre |
| Partis                   | Partis                                            | Voix   | %     | +/−  | Basse              | +/−                | Haute              | +/−                |
| ------------------------ | ------------------------------------------------- | ------ | ----- | ---- | ------------------ | ------------------ | ------------------ | ------------------ |
|                          | Parti de l'indépendance (D)                       | 28 738 | 37,12 | 2,41 | 14                 | 1                  | 7                  | 1                  |
|                          | Parti du progrès (B)                              | 16 959 | 21,91 | 2,54 | 10                 | 1                  | 6                  | en stagnation      |
|                          | Parti de l'unité du peuple - Parti socialiste (C) | 12 422 | 16,05 | 3,44 | 5                  | 1                  | 2                  | 1                  |
|                          | Parti social-démocrate (A)                        | 12 093 | 15,62 | 0,91 | 4                  | 1                  | 2                  | en stagnation      |
|                          | Parti pour la préservation nationale (F)          | 4 667  | 6,03  | Nv.  | 2                  | 2                  | 0                  | en stagnation      |
|                          | Parti républicain (E)                             | 2 531  | 3,27  | Nv.  | 0                  | en stagnation      | 0                  | en stagnation      |
|                          |                                                   |        |       |      |                    |                    |                    |                    |
| Votes valides            | Votes valides                                     | 77 410 | 98,29 |      |                    |                    |                    |                    |
| Votes blancs et nuls     | Votes blancs et nuls                              | 1 344  | 1,71  |      |                    |                    |                    |                    |
| Total                    | Total                                             | 78 754 | 100   | –    | 35                 | en stagnation      | 17                 | en stagnation      |
| Abstentions              | Abstentions                                       | 8 847  | 10,10 |      |                    |                    |                    |                    |
| Inscrits / participation | Inscrits / participation                          | 87 601 | 89,90 |      |                    |                    |                    |                    |